# Gaston của Pháp
Monsieur Gaston, Công tước xứ Orléans (Gaston Jean Baptiste; 24 tháng 4 năm 1608 - 2 tháng 2 năm 1660), là con trai thứ ba của Vua Henry IV của Pháp và vợ là Maria de' Medici. Vì là con trai của nhà vua, nên vừa mới chào đời đã nhận được danh hiệu Fils de France (Con trai nước Pháp). Sau đó, ông được phong Công tước xứ Orléans, và tước vị này đã theo ông suốt thời kỳ trưởng thành. Ông là người em còn sống sót của Vua Louis XIII, nên được biết đến trong triều đình bằng tôn xưng kính trọng truyền thống là Monsieur.
Dưới thời trị vì của cháu trai ông Louis XIV của Pháp, sau loạt sự kiện Fronde, Gaston đã bị Hồng y Mazarin lưu đày đến Blois vào năm 1652, và ở đó cho đến khi ông qua đời. Sau khi Gaston qua đời, tước vị Công tước xứ Orléans đã được trở về lại với vương quyền Pháp, sau đó 1 năm thì vua Louis XIV của Pháp trao tước vị này cho em trai của mình là Vương tử Philippe, và chính vị vương tử này đã tạo ra Nhà Orléans, là vương tộc sẽ thay Nhà Bourbon làm vua nước Pháp vào năm 1830. 